# Scheersberg
Der Scheersberg (dänisch: Skærsbjerg; sønderjysk/angeldänisch: Skæsbjerre) in der Gemeinde Steinbergkirche ist mit etwa 70 m ü. NN eine der höchsten Erhebungen Angelns im Nordosten Schleswig-Holsteins. Der Scheersberg, mit der dort befindlichen Bebauung, ist heute zudem ein Ortsteil von Steinbergkirche.

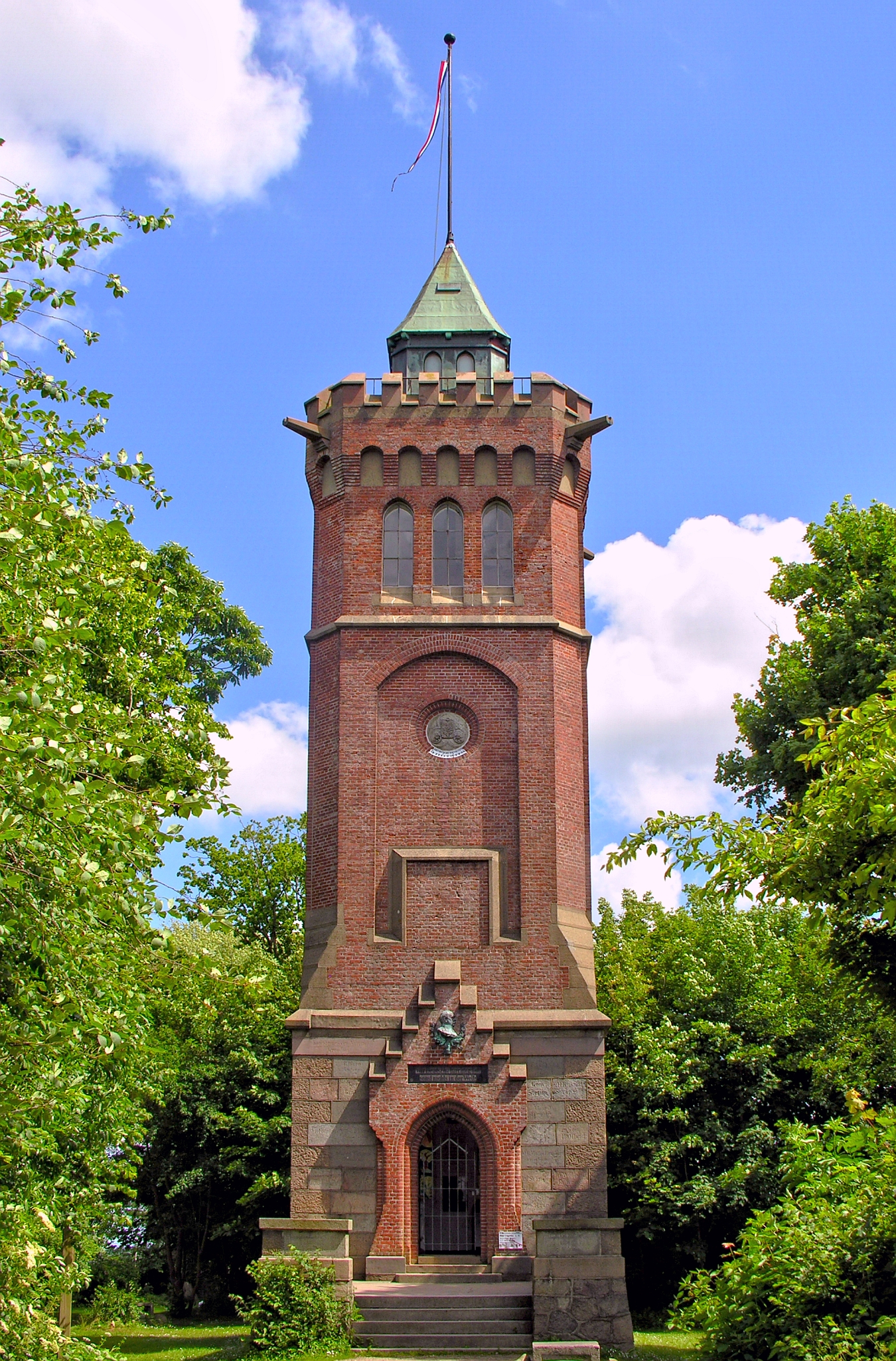
Bismarckturm aus dem Jahr 1903

## Geschichte
Wie sein Umland wurde der Scheersberg von den Grund- und Endmoränen der letzten Kaltzeit gebildet, im Wesentlichen durch große Gletscherzungen. Der Name Scheersberg ist eine Übernahme des dänischen Skærsbjerg in die deutsche Sprache; es bedeutet Berg mit Steinen, was auf die dortigen Großsteingräber hindeutet. Auf dem Scheersberg befand sich ein großer Grabhügel, bestehend aus zwei Grabkammern.
Auf dem Scheersberg gibt es seit 1706 einen Krug, ein neues Gebäude wurde nach einem Brand von 1884 errichtet.
Während des Ersten Schleswigschen Krieges gab es auf dem Berg einen dänischen Observationsposten
Seit 1903 steht an der höchsten Stelle des Scheersbergs ein Bismarckturm. 1899 begannen die Planungen und Spendensammlungen zur Turmfinanzierung, auch mittels der am Turm sichtbaren Quadersteinspenden. Die schon erwähnte Anlage mit den zwei Grabkammern wurde noch vor dem Turmbau abgetragen. Am 18. Juli 1900 fand die Grundsteinlegung statt. Der Turm wurde über Innentreppen in voller Höhe begehbar ausgebildet und verfügt daher über eine Aussichtsplattform. Zu bestimmten Anlässen oder Zeiten erfolgte eine Beflaggung. Im September 2018 wurde der Turm nach langer Schließung wieder eröffnet. In ihm ist u. a. eine Ausstellung über die Geschichte Schleswig-Holsteins zu besichtigen.

## Internationale Bildungsstätte Jugendhof Scheersberg (IBJ)

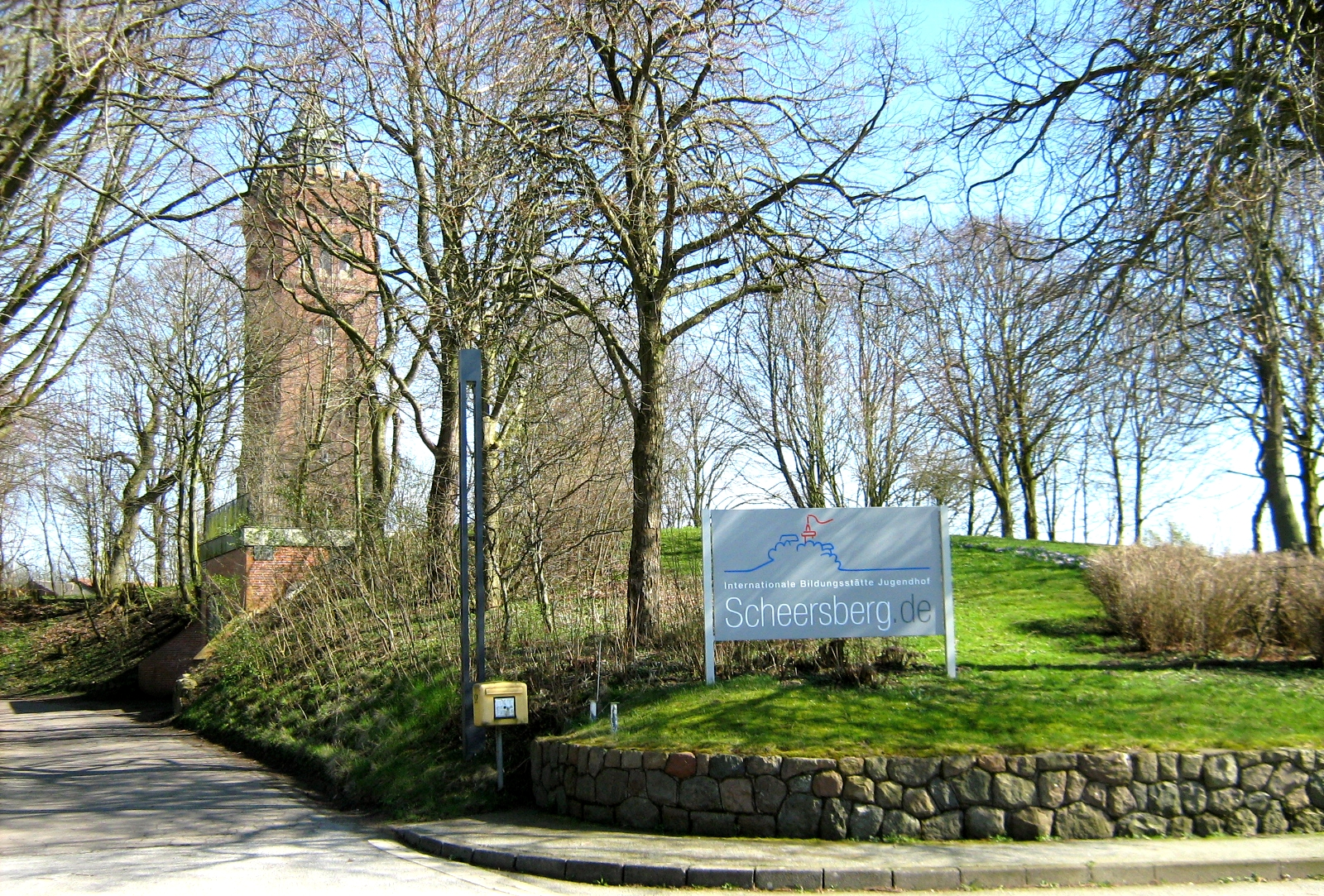
Schild der Bildungsstätte mit dem Bismarckturm im Hintergrund

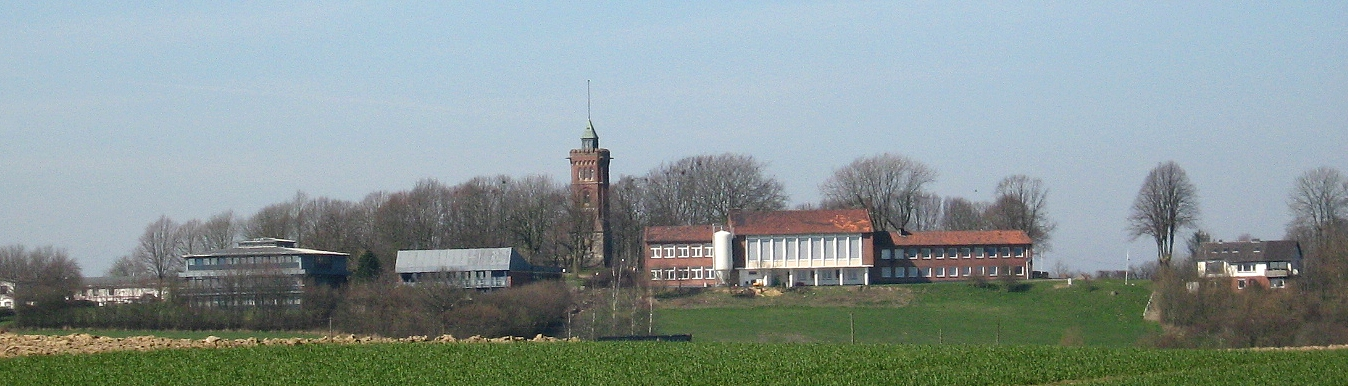
Südansicht des Scheersbergs mit den Gebäuden der IBJ Scheersberg

1928 wurde vom ehemaligen Kreis Flensburg ein Zentrum der „Jugend- und Volkstumsarbeit“ gegründet. Im Jahr 1948 stellte man durch einen Vertrag mit dem damaligen Kreis Flensburg-Land die Anlagen auf dem Scheersberg dem ehemaligen „Wohlfahrts- und Schulverein für Nordschleswig“, dem heutigen Deutschen Grenzverein zur Nutzung zur Verfügung. Dieser ist Träger der heutigen Einrichtung. Nach dem Zweiten Weltkrieg wurde in dem Zentrum eine Jugendherberge eingerichtet. 1960 erhielt die Jugendherberge auf dem Scheersberg den Namen „Jugendhof Scheersberg“. Nachdem bis dahin die Arbeit auf dem Scheersberg von einem ehrenamtlichen Ausschuss entwickelt und gestaltet wurde, kam Peter Brunkert als erster hauptamtlicher Leiter auf den Jugendhof. Mit Beginn seiner Tätigkeit auf dem Scheersberg wurden auch erste internationale Kontakte geknüpft. Im Jahr 1967 übernahm dann Horst Röper die Leitung des Scheersbergs.
1997 wurde der Förderverein des Scheersbergs gegründet. Nach 35 Jahren Scheersberg unter der Leitung von Horst Röper übernahm Hartmut Piekatz 2002 das Amt. Der auf den Jugendhof Scheersberg zurückgehende Veranstaltungskomplex "Scheersberg" wurde zu der Zeit in Internationale Bildungsstätte Jugendhof Scheersberg umbenannt.
Seit März 2014 ist Karsten Biermann der neue Direktor.
Die Internationale Bildungsstätte Jugendhof Scheersberg (IBJ Scheersberg) ist ein Zentrum für kulturelle, soziale und politische Jugendbildung. Auf dem Scheersberg finden Werkstätten im Bereich Tanz, Musik, Film & Medien, Theater, Kunst, Politik und Erlebnispädagogik statt.

## Scheersbergfest
Im Jahr 1921 veranstaltete man auf Initiative des Querner Turnvereins und des Querner Reitvereins ein erstes Sportfest unter Beteiligung des Kreises Flensburg-Land.
Das Scheersbergfest ist ein alljährlich stattfindendes Sportfest der Vereine des Kreises Schleswig-Flensburg. Dort werden neben dem klassischen Dreikampf auch Turniere im Völkerball, Fußball und Handball ausgetragen.